# Anomalodesmata
Anomalodesmata is een superorde van de tweekleppigen.

## Superfamilies en families
- Clavagelloidea d'Orbigny, 1844
  - Clavagellidae d'Orbigny, 1844
  - Penicillidae Bruguière, 1789
- Cuspidarioidea Dall, 1886
  - Cuspidariidae Dall, 1886
  - Halonymphidae Scarlato & Starobogatov, 1983
  - Protocuspidariidae Scarlato & Starobogatov, 1983
  - Spheniopsidae J. Gardner, 1928
- Myochamoidea Carpenter, 1861
  - Cleidothaeridae Hedley, 1918 (1870)
  - Myochamidae Carpenter, 1861
- Pandoroidea Rafinesque, 1815
  - Lyonsiidae P. Fischer, 1887
  - Pandoridae Rafinesque, 1815
- Pholadomyoidea King, 1844
  - Parilimyidae Morton, 1981
  - Pholadomyidae King, 1844
- Poromyoidea Dall, 1886
  - Cetoconchidae Ridewood, 1903
  - Poromyidae Dall, 1886
- Thracioidea Stoliczka, 1870 (1839)
  - Clistoconchidae Morton, 2012
  - Periplomatidae Dall, 1895
  - Thraciidae Stoliczka, 1870 (1839)
- Verticordioidea Stoliczka, 1870
  - Euciroidae Dall, 1895
  - Lyonsiellidae Dall, 1895
  - Verticordiidae Stoliczka, 1870
- Laternulidae Hedley, 1918 (1840)